# 渡邊熊四郎 (2代)
2代渡邊 熊四郎（渡辺熊四郎、わたなべ くましろう、1847年2月15日（弘化4年1月1日） - 1916年（大正5年）9月28日）は、日本の実業家・慈善家。渡邊合名会社代表社員。百十三銀行、箱館貯蓄銀行各取締役。族籍は北海道平民。谷地頭運動場、千代ケ岱小学校建築のため敷地や資金を提供した。

## 人物
肥前国長崎生まれ。渡邊重吉の五男。幼名は音吉。明治初年箱館に渡航し、渡邊家の養子となる。1896年、家督を相続し、前名音吉を改称する。舶来物の販売に従い、余業第百十三、箱館貯蓄の二銀行の経営に参与する。
1906年、渡邊合名会社を組織する。洋物店、洋酒缶詰店、時計店、砂糖店、薬種店、洋服店等を経営する。箱館区会議員、学務委員、鶴岡学校理事長などをつとめる。谷地頭運動場、千代ケ岱小学校建築のため敷地や資金を提供する。住所は箱館末広町。

## 家族・親族
渡邊家
- 養父・孝平[1][3]（初代熊四郎、1840年 - 1907年、実業家）
- 養母・カツ（1859年 - ?、埼玉、金子忠右衛門の長女）[3]
- 養子・3代熊四郎（前名・源太郎[3]、1865年 - ?、北海道、林松右衛門の二男、渡邊合名会社代表社員、洋物洋酒罐詰販売業[6]）
  - 同妻（1875年 - ?、渡邊熊四郎の長女）[3][5]
  - 同男[3]
  - 同二男[3]
  - 同三男[3]
  - 同四男[3]
  - 同長女[3]
  - 同二女[3]
  - 同三女[3]
  - 同四女[3]
  - 同五女[3]
- 孫[5]